# حطیطه (بردسکن)
حطیطه نام روستایی از توابع بخش انابد شهرستان بردسکن در استان خراسان رضوی است. این روستا در دهستان صحرا قرار دارد و براساس سرشماری سال ۱۳۸۵ جمعیت آن ۹۳۰ نفر (۲۲۵ خانوار) بوده است.